# Município de Union (condado de Knox, Ohio)
O município de Union (em inglês: Union Township) é um município localizado no condado de Knox no estado estadounidense de Ohio. No ano de 2010 tinha uma população de 2.646 habitantes e uma densidade populacional de 33,77 pessoas por km².

## Geografia
O município de Union encontra-se localizado nas coordenadas 40° 25′ 35″ N, 82° 13′ 48″ O. Segundo o Departamento do Censo dos Estados Unidos, o município tem uma superfície total de 78.36 km², da qual 77.79 km² correspondem a terra firme e (0.73%) 0.57 km² é água.

## Demografia
Segundo o censo de 2010, tinha 2.646 habitantes residindo no município de Union. A densidade populacional era de 33,77 hab./km². Dos 2.646 habitantes, o município de Union estava composto pelo 98.41% brancos, o 0.45% eram afroamericanos, o 0.19% eram amerindios, o 0.08% eram asiáticos, o 0.11% eram insulares do Pacífico, o 0.08% eram de outras raças e o 0.68% pertenciam a duas ou mais raças. Do total da população o 0.83% eram hispanos ou latinos de qualquer raça.